# Các vùng biển Việt Nam
Việt Nam có phía đông và phía nam hướng ra Biển Đông.

## Căn cứ vào nền nhiệt độ trong năm
Căn cứ vào nền nhiệt độ trong năm, có thể chia biển của Việt Nam ra làm bốn vùng.
1. Vùng biển có mùa đông lạnh: từ đèo Ngang trở lên phía Bắc của vịnh Bắc Bộ
2. Vùng biển có mùa đông lạnh vừa: từ Quảng Bình đến Quảng Ngãi
3. Vùng biển ít có ảnh hưởng của gió mùa mùa đông: từ Bình Định đến Thành phố Hồ Chí Minh
4. Vùng biển không có mùa đông: vùng biển Nam bộ bao gồm cả vịnh Thái Lan

Cách phân vùng này thường thấy trong các chương trình dự báo thời tiết.

## Căn cứ vào mục đích quốc phòng
Khu vực Biển Đông được chia làm 5 vùng Hải Quân và 4 vùng Cảnh Sát Biển do Quân đội Nhân dân Việt Nam (VPA) phân chia và quản lý

## Căn cứ vào khu vực địa lý
- Vùng biển Vịnh Bắc Bộ
- Vùng biển Bắc Biển Đông
- Vùng biển Giữa Biển Đông
- Vùng biển Nam Biển Đông
- Vùng biển Vịnh Thái Lan